# Papua Meridional
Papua Meridional, oficialmente Província de Papua Meridional (em indonésio:  Provinsi Papua Selatan), é uma província da Indonésia localizada na porção sul de Papua, seguindo as fronteiras da região cultural papuana de Anim Ha. Formalmente estabelecida em 11 de novembro de 2022 e incluindo os quatro regências mais ao sul que anteriormente faziam parte da província de Papua e, antes de 11 de dezembro de 2002, faziam parte da maior regência de Merauke, cobre uma área de 129.715,02 km². Esta área tinha uma população de 513.617 habitantes no Censo de 2020, enquanto a estimativa oficial em meados de 2023 era de 537.973, tornando-se a província menos populosa da Indonésia.
Ela compartilha fronteiras terrestres com a nação separada de Papua-Nova Guiné ao leste, bem como com as províncias indonésias de Alta Papua e Papua Central ao norte e noroeste, respectivamente. Papua Meridional também faz fronteira com o Mar de Arafura a oeste e ao sul, que é uma fronteira marítima com a Austrália. Merauke é o centro econômico de Papua Meridional, enquanto seu centro administrativo é a cidade de Salor, localizada no distrito de Kurik, na regência de Merauke, cerca de 60 km a noroeste da cidade de Merauke.
A paisagem de Papua Meridional consiste predominantemente em áreas de planície caracterizadas por extensos pântanos e rios volumosos, como os rios Digul e Maro. Os grupos étnicos indígenas que habitam esta região incluem, por exemplo, os Asmat, Marind, Muyu e Korowai. Eles dependem de sagu e do peixe como fontes alimentares básicas. Certas tribos, como os Asmat, são reconhecidas pela cultura de escultura em madeira e navegação. Há também uma grande quantidade de migrantes, como os javaneses, devido ao programa de transmigração patrocinado pelo governo para converter grandes áreas de pântanos em arrozais e aumentar a população desta região. Papua Meridional também abriga o renomado Parque Nacional de Wasur, uma vasta área de pântano com rica biodiversidade, incluindo o canguru-ágil, cupim-termiteiro ou musamus, e aves-do-paraíso.

## História
A região pantanosa de Papua Meridional, antes da chegada dos europeus, era lar de várias tribos indígenas. Essas tribos incluíam os Asmat, Marind e Wambon, que ainda mantêm suas tradições ancestrais na área. A tribo Marind, também conhecida como Malind, vivia em grupos ao longo dos rios na região de Merauke, e seu modo de vida girava em torno da caça, coleta e agricultura. No entanto, a tribo Marind também era notória por sua prática de caça de cabeças. Eles viajavam em barcos ao longo dos rios e costas para assentamentos distantes, onde decapitavam os habitantes. As cabeças de suas vítimas eram então levadas de volta às suas aldeias para serem preservadas e celebradas.

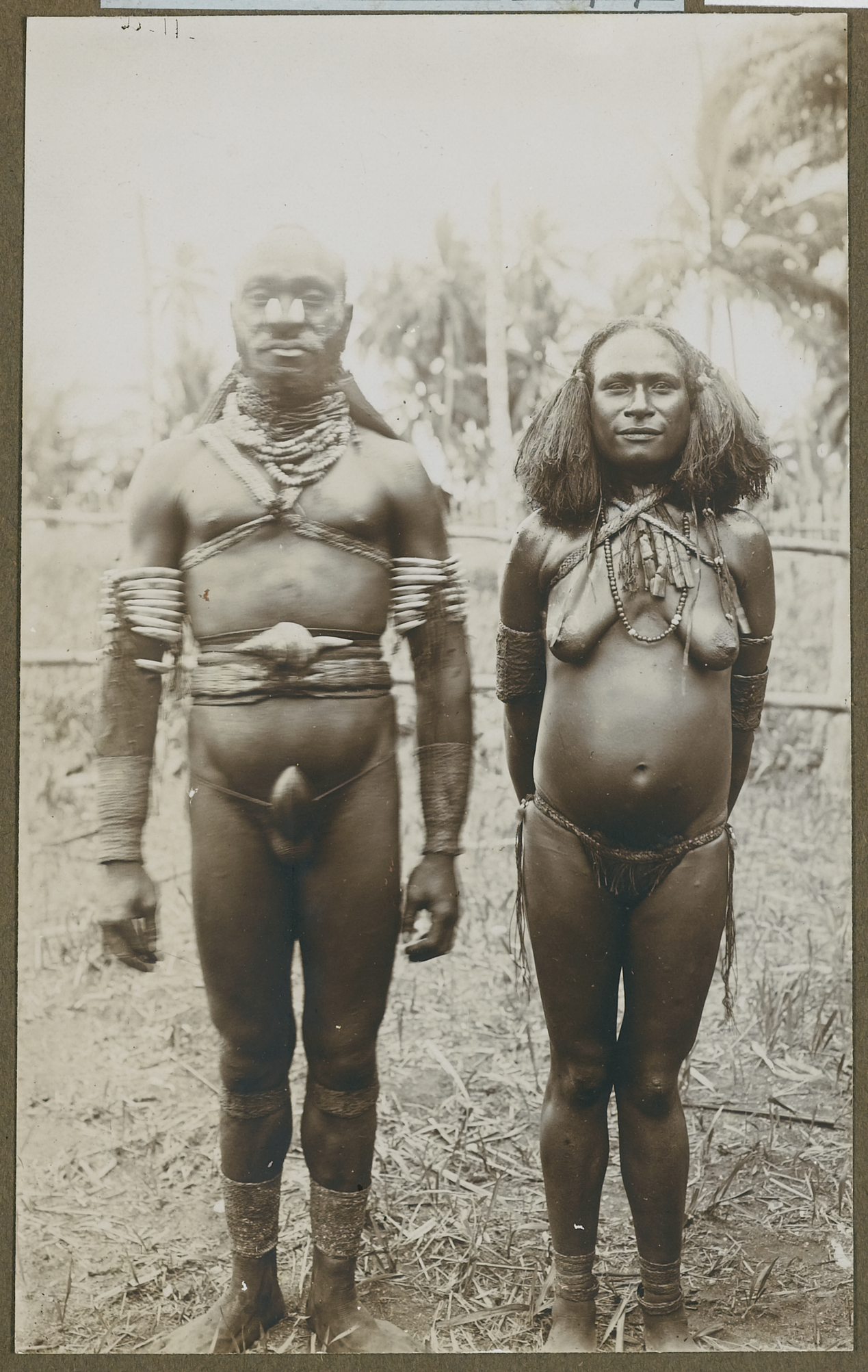
Povo Marind em 1910

No século XIX, as potências europeias começaram a colonizar a ilha da Nova Guiné. A ilha foi dividida ao longo de uma linha reta, com a porção ocidental caindo sob a jurisdição da Nova Guiné Holandesa e a porção oriental tornando-se a Nova Guiné Britânica. Os Marind frequentemente cruzavam a fronteira para realizar atividades de caça de cabeças. Em 1902, os holandeses estabeleceram uma base militar na ponta oriental de Papua Meridional, perto do rio Maro, para fortalecer a fronteira e eliminar essa tradição. Essa base foi nomeada Merauke, devido à sua localização. Os holandeses também estabeleceram uma missão católica em Merauke para pregar a religião e desencorajar ainda mais a prática da caça de cabeças. Durante o período colonial holandês, javaneses foram trazidos para Merauke para cultivar em campos de arroz. Esse influxo de trabalhadores contribuiu ainda mais para o crescimento da cidade e o desenvolvimento da região circundante. Eventualmente, tornou-se a capital da Afdeeling Zuid Nieuw Guinea ou a Província da Nova Guiné Meridional.
Além do rio Maro, os holandeses também tomaram conhecimento de outro rio maior conhecido como o rio Digul. Na década de 1920, o governo holandês enviou uma expedição para explorar o interior de Papua. Surgiu a ideia de usar a região remota como um campo de detenção, e uma localização adequada foi identificada nas cabeceiras do rio Digul ou Boven-Digoel. Um campo de concentração chamado Tanah Merah foi estabelecido, era uma área densamente florestada cercada pelo rio Digul, tornando difícil para os prisioneiros escaparem. Além disso, a região era assolada pela malária, o que desestimulava ainda mais as tentativas de fuga. Ao longo dos anos, várias figuras notáveis foram detidas no campo, incluindo Mohammad Hatta e Sutan Sjahrir. Após a saída dos holandeses na década de 1960, Tanah Merah tornou-se mais populada e eventualmente tornou-se a capital da regência de Boven-Digoel.

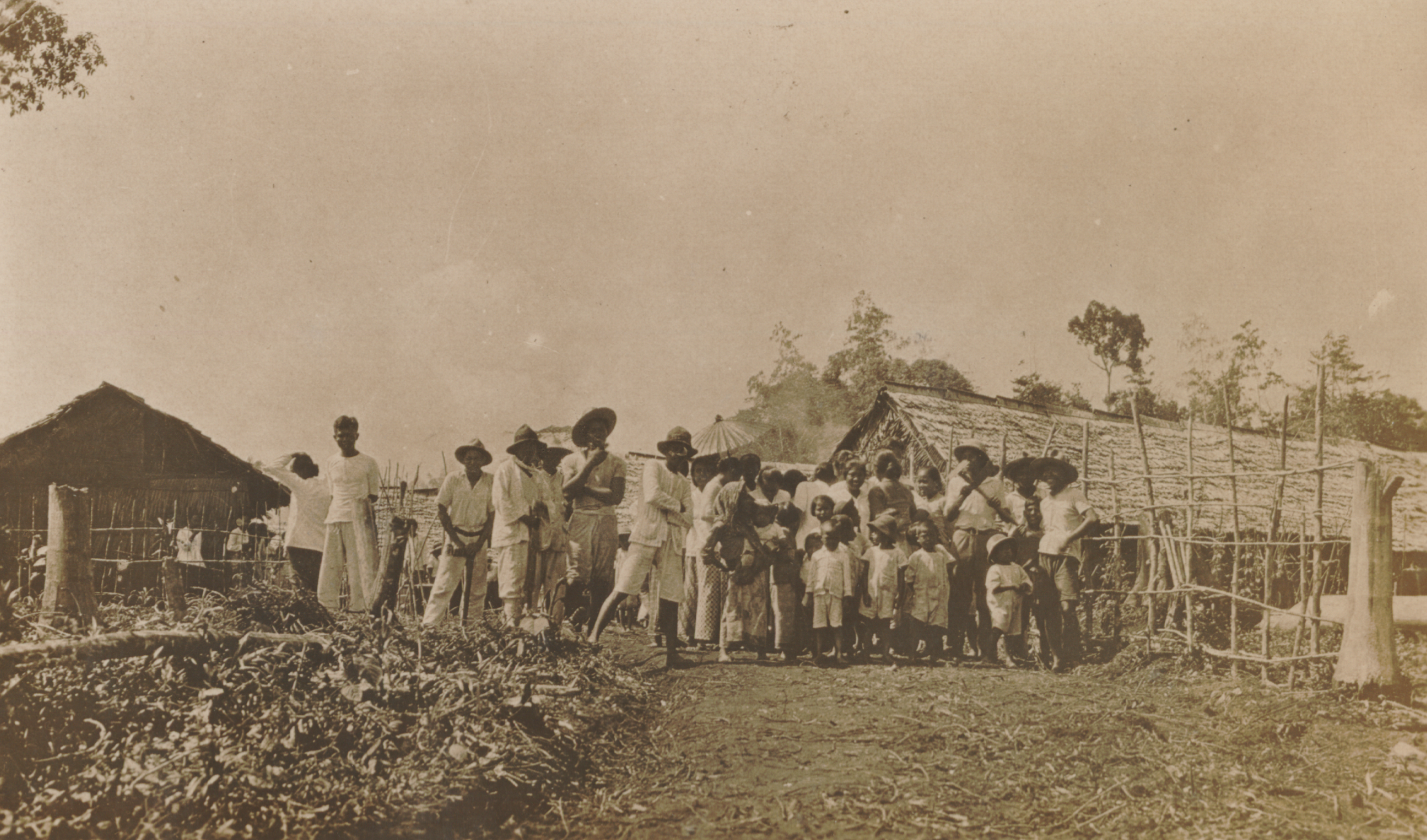
Prisioneiros no campo de concentração de Boven-Digoel

Na década de 1960, as forças indonésias tomaram o controle de toda a Nova Guiné Holandesa, incluindo a antiga Zuid Nieuw Guinea. Após a tomada, o território foi reorganizado, e a antiga Zuid Nieuw Guinea tornou-se a regência de Merauke, com sua capital localizada em Merauke. Em 11 de dezembro de 2002, a regência foi dividida em quatro regências separadas: Merauke, Mappi, Asmat e Boven-Digoel. Essas regências foram estabelecidas para melhor atender às necessidades das populações locais e fornecer uma governança mais eficaz em toda a região. Mais recentemente, em 25 de julho de 2022, o antigo território da Regência de Merauke foi oficialmente reunido com outras regiões do sul de Papua para formar a nova província de Papua Meridional, após a assinatura da Lei nº 14/2022. O nome "Papua Meridional" (Papua Selatan) foi escolhido em vez de "Anim Ha" devido às origens históricas deste último termo durante o domínio holandês e seu potencial para ser depreciativo para outras tribos no sul de Papua. Em contraste, "Papua Meridional" foi selecionado como um nome inclusivo e unificador que evita quaisquer conotações negativas e reflete a herança cultural diversificada da região. A recepção pública em relação a Papua Meridional foi muito mais positiva em comparação com as outras novas províncias de Papua Central e Alta Papua, com os residentes estendendo uma gigante bandeira da Indonésia em frente ao escritório do regente de Merauke após a criação da província.

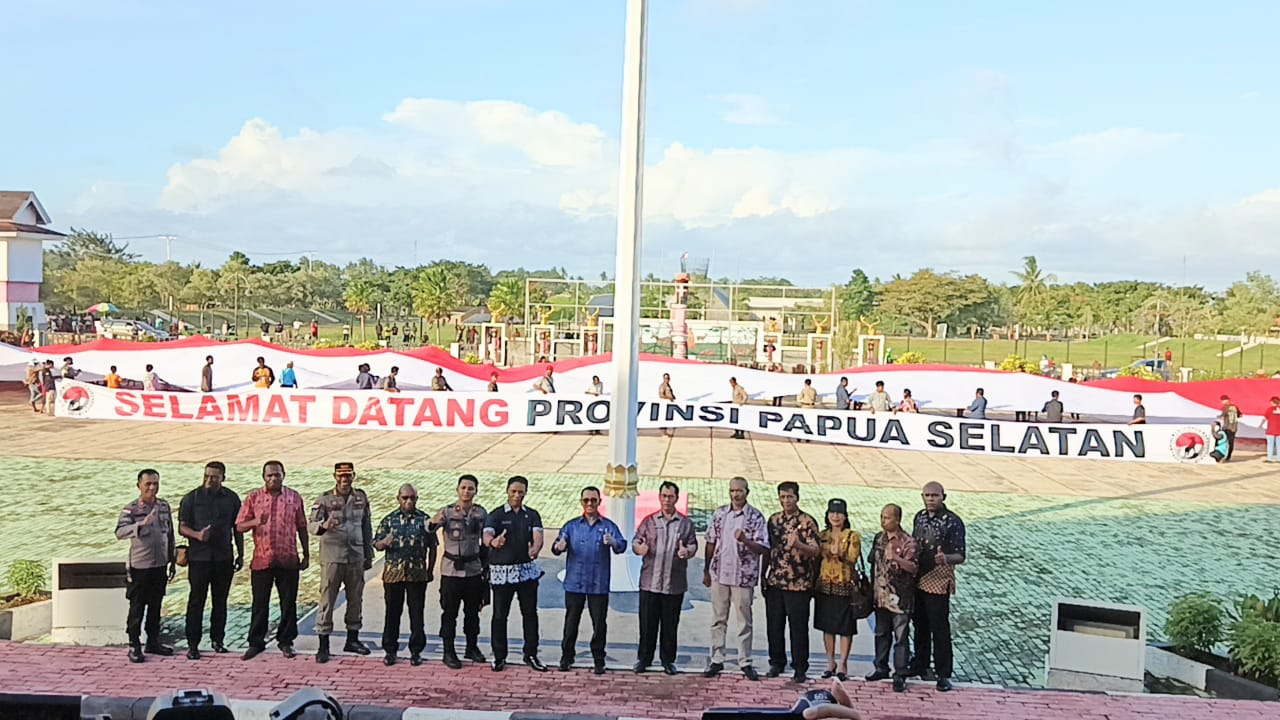
Celebração da formação da província de Papua Meridional

Em 2007, o regente de Merauke, John Gebze, liderou a iniciativa do Merauke Integrated Food and Energy Estate (MIFEE), um projeto de desenvolvimento em grande escala com o objetivo de aumentar a segurança alimentar da Indonésia. Situado em Merauke, uma área conhecida por suas extensas planícies e terreno fértil, o projeto buscava capitalizar a vasta terra da região para fins agrícolas. Originalmente chamado de Merauke Integrated Rice Estate (MIRE), com foco principal no cultivo de arroz, a iniciativa posteriormente ampliou seu escopo para abranger culturas adicionais, como cana-de-açúcar, milho e óleo de palma. Oficialmente inaugurado em 2010 durante a presidência de Susilo Bambang Yudhoyono, o projeto contou com a participação de vários investidores privados. No entanto, seu progresso enfrentou desafios significativos, decorrentes de perspectivas divergentes entre entidades governamentais, investidores e a comunidade indígena Marind, que detinham direitos sobre a terra na área. Além disso, a pressão crescente de organizações não governamentais (ONGs) denunciando o projeto como uma violação dos direitos indígenas e degradação ambiental levou à cessação das atividades de desenvolvimento de novas terras pelas empresas envolvidas. Durante o governo do presidente Joko Widodo, o projeto de Food Estate foi revitalizado em várias regiões, com 200.000 hectares de terra designados para a ilha de Papua. Os principais cultivos são milho e arroz e estão localizadas, entre outros, em Mappi, Boven-Digoel e Merauke.

## Geografia

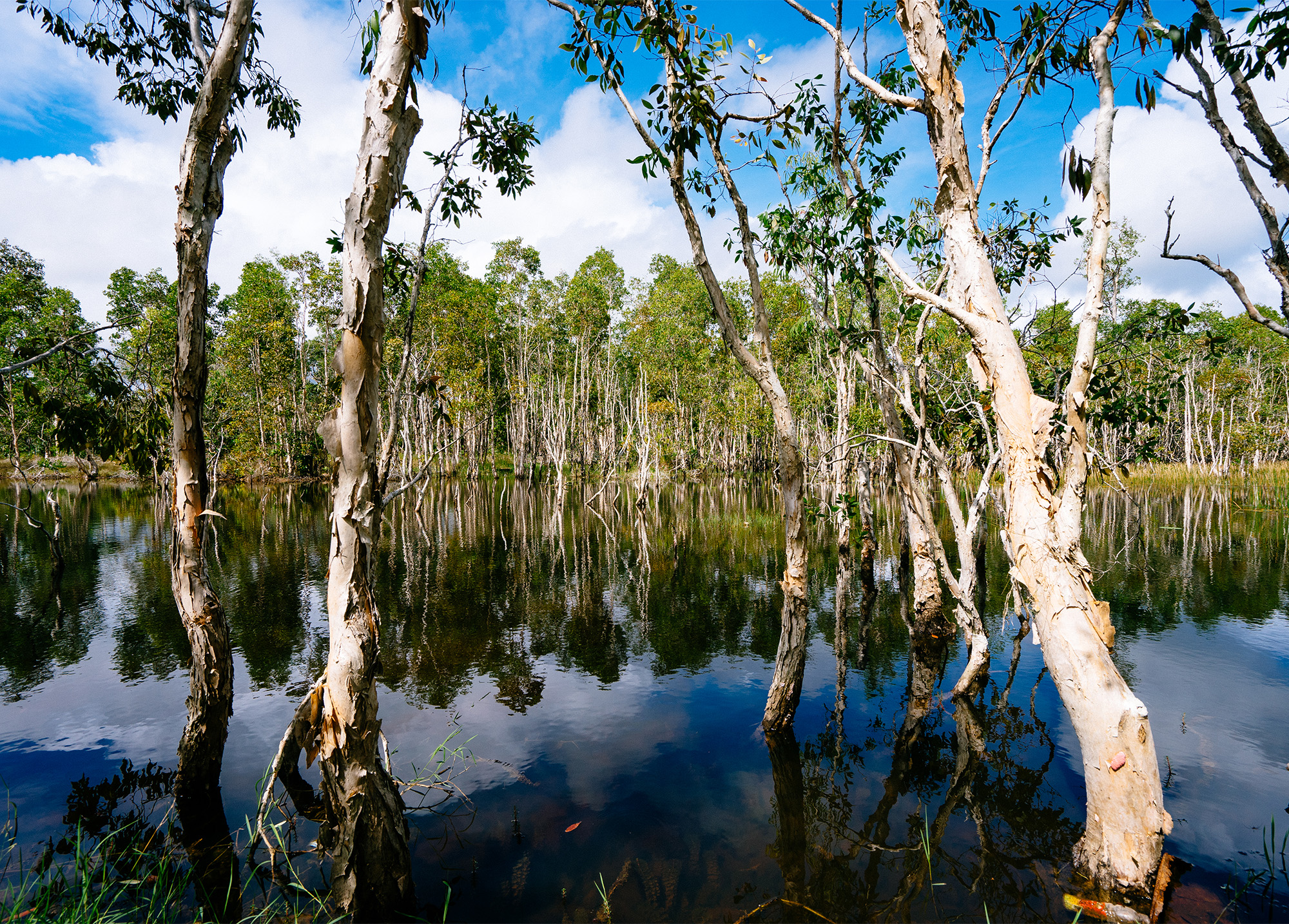
Manguezais no Parque Nacional de Wasur

Geograficamente, a maior parte da região de Papua Meridional está localizada em áreas de planície, dominadas por duas ecorregiões ou áreas geográficas que incluem um ecossistema e biodiversidade dentro delas. Essas ecorregiões são as florestas alagadas de água doce do sul da Nova Guiné e as florestas tropicais de planície do sul da Nova Guiné. Essas duas ecorregiões são atravessadas por grandes rios originados das montanhas da Nova Guiné, que é a área montanhosa mais alta da Indonésia. Em Papua Meridional, muitas árvores de sagu são encontradas, que são um alimento básico para as tribos locais. O sagu prospera em ambientes de planície e exibe um crescimento robusto mesmo em áreas propensas a inundações, incluindo pântanos, regiões costeiras, turfeiras e ao longo das margens dos rios.

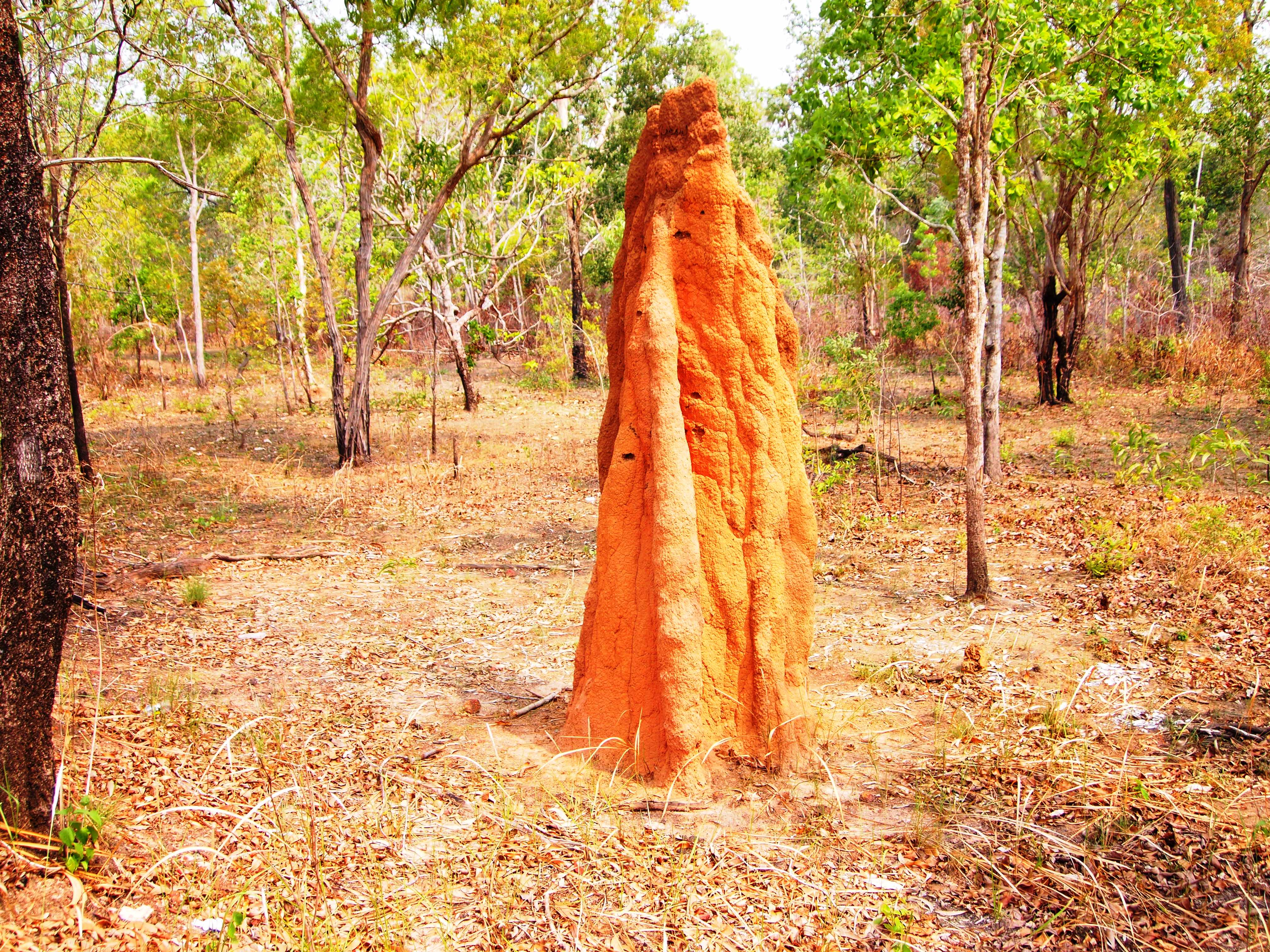
Musamus ou cupinzeiro-gigante

Além disso, existe uma ecorregião menor, mas única, chamada savana e campos de gramíneas de Trans-Fly, que fazem parte do Parque Nacional de Wasur, uma área úmida de importância internacional designada pela Convenção de Ramsar. Essa ecorregião consiste em floresta pantanosa, floresta costeira e vasta savana que são inundadas em várias épocas do ano, criando uma área úmida com uma de enorme biodiversidade. Esta área úmida também atrai aves migratórias, como o ganso-alvinegro da Austrália, também conhecido localmente como Boha Wasur.
A região de Papua Meridional foi designada como um local para o programa de transmigração devido às suas vastas áreas de planície com grande quantidade de água, que oferecem condições ideais para o cultivo de arroz. Distritos de transmigração como Semangga, Tanah Miring e Kurik servem como principais fontes de produtos agrícolas destinados aos mercados da cidade de Merauke. No entanto, o influxo de populações migrantes nessas áreas introduziu espécies não nativas, como o cervo-de-timor e o peixe tilápia, que perturbam o ecossistema estabelecido. Particularmente a tilápia, espécie altamente adaptável, se proliferou rapidamente neste ambiente, competindo com espécies de peixes indígenas e, consequentemente, dominando as capturas dos pescadores nos rios de Merauke.

## Política

### Governo e divisões administrativas
Papua Meridional está dividida em quatro regências (kabupaten), a menor quantidade comparada a outras províncias indonésias. Antes de 11 de dezembro de 2002, todas as quatro regências atuais compunham uma única regência de Merauke, que foi dividida nas quatro regências atuais nessa data. A tabela abaixo apresenta as áreas de todas as regências, juntamente com suas populações no Censo de 2020 e de acordo com as estimativas oficiais de meados de 2023.
| Código Wilayah | Brasão | Nome da Regência         | Capital     | Regente                     | Área em km2 | População (censo de 2020) | População (censo parcial de 2020) | IDH           |
| -------------- | ------ | ------------------------ | ----------- | --------------------------- | ----------- | ------------------------- | --------------------------------- | ------------- |
| 93.01          | pus    | Regência de Merauke      | Merauke     | Romanus Mbaraka             | 45.013,35   | 230.932                   | 243722                            | 0.712 (Alto)  |
| 93.02          | pus    | Regência de Boven-Digoel | Tanah Merah | Hengky Yaluwo               | 27.108,29   | 64.285                    | 67.760                            | 0.625 (Médio) |
| 93.03          | pus    | Regência de Mappi        | Kepi        | Krisostomus Yohanes Agawemu | 25.609,94   | 108.295                   | 110.291                           | 0.596 (Médio) |
| 93.04          | pus    | Regência de Asmat        | Agats       | Elisa Kambu                 | 31.983,44   | 110.105                   | 116.200                           | 0.522 (Baixo) |
| Total          | Total  | Total                    | Total       | Total                       | 129.715,02  | 513.617                   | 537.973                           |               |

A província agora forma um dos 84 distritos eleitorais nacionais da Indonésia para eleger membros para o Conselho Representativo do Povo. O Distrito Eleitoral de Papua Meridional consiste em todas as quatro regências da província e elege três membros para o Conselho.

## Demografia
Papua Meridional tinha uma população de 513.617 habitantes no Censo de 2020, enquanto a estimativa oficial em meados de 2023 era de 537.973, tornando-se a província menos populosa da Indonésia.
Papua Meridional é habitada por povos locais papuanos de vários grupos étnicos. Papua Meridional faz parte da região cultural de Anim Ha, uma região distinta com cultura única em comparação com outras partes de Papua, devido à sua geografia localizada em áreas de planície com vasta quantidade de áreas alagadas e grandes rios. Alguns dos grupos étnicos que vivem aqui incluem o povo Marind (com subgrupos como Kimaam) e o povo Yei em Merauke, o povo Muyu e Wambon em Boven-Digoel, o povo Awyu e Wiyagar em Mappi, e o povo Asmat em Asmat. Existem também grupos étnicos isolados encontrados na fronteira perto da província de Alta Papua, como o povo Kombai e Korowai. Cada um dos grupos étnicos mencionados tem uma língua única.

### Religião

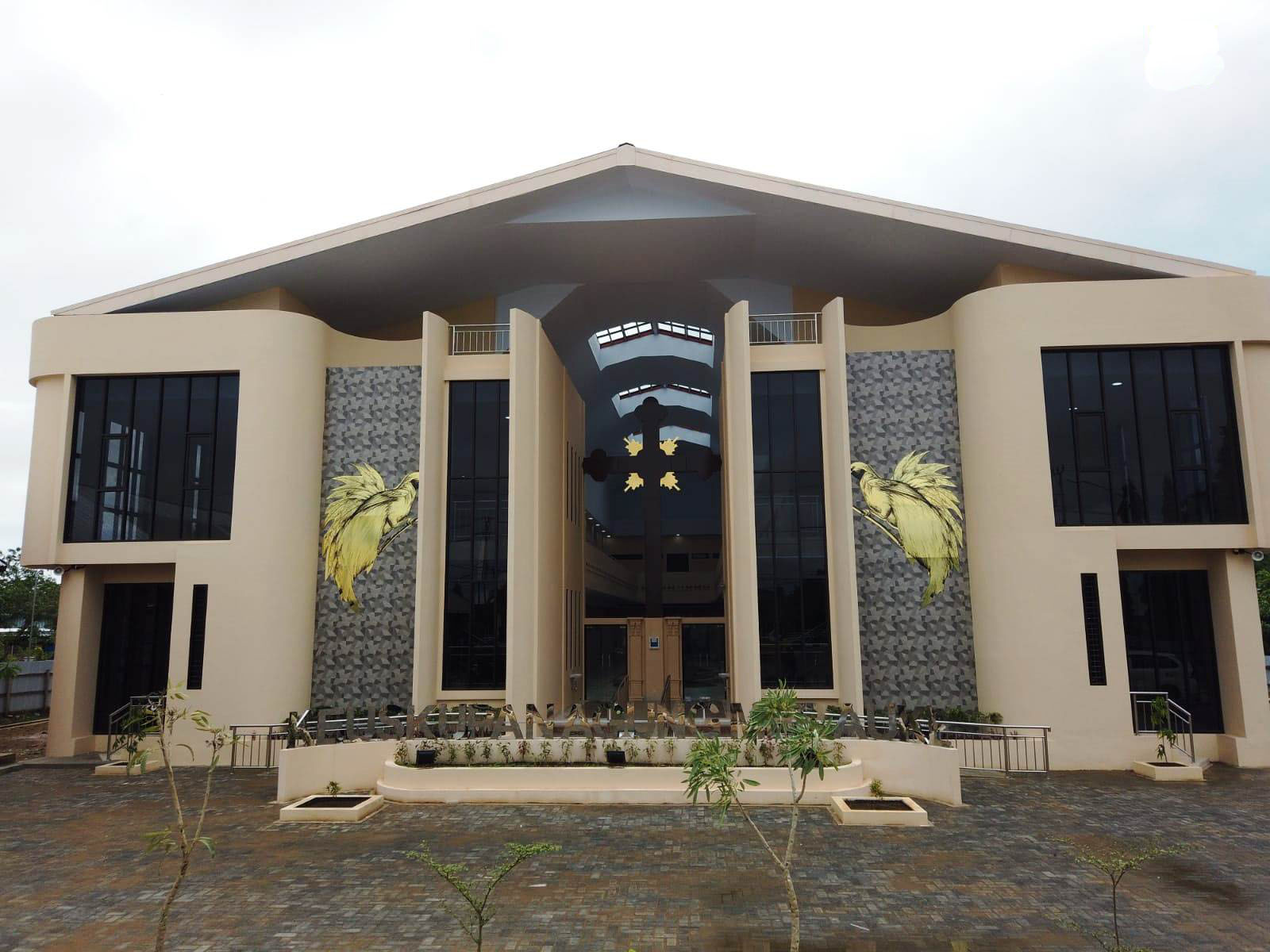
Igreja católica recém-construída em Merauke

De acordo com o Ministério do Interior, a porcentagem de religiões em Papua Meridional em 2023 é de 72,57% cristianismo (49,62% católicos e 22,95% protestantes), 27,28% islâmicos, 0,11% hindus e 0,04% budistas. Assim, Papua Meridional é a única província na ilha de Papua com uma porcentagem de catolicismo que excede outras religiões. Este número significativo de residentes católicos levou à formação da Arquidiocese Católica Romana de Merauke e da Diocese Católica Romana de Agats, que são as províncias eclesiásticas na Igreja Católica Romana lideradas por um arcebispo ou um bispo.

## Cultura

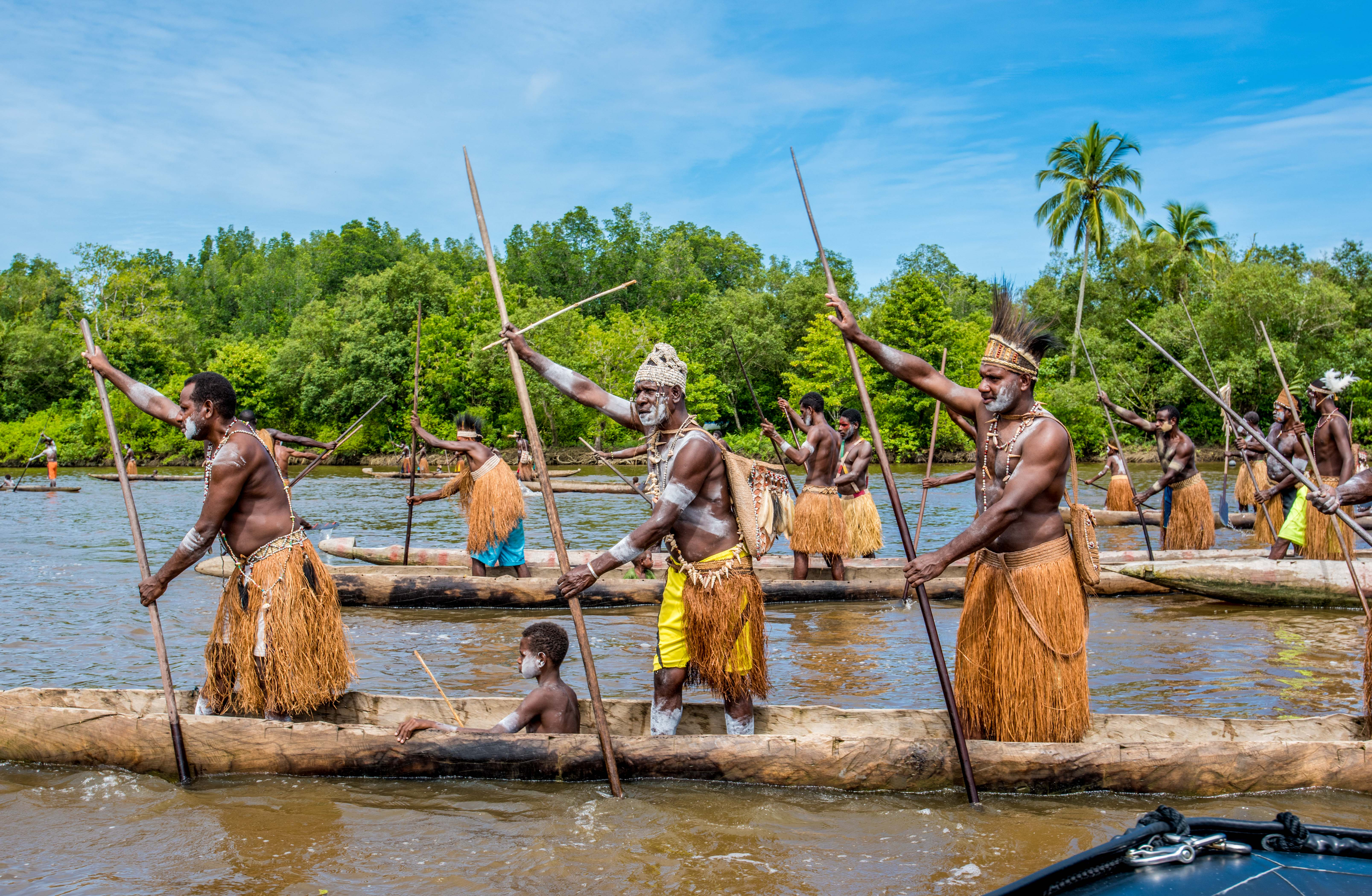
Guerreiros canoeiros durante as festividades culturais de Asmat

O povo indígena de Papua tem uma cultura e tradições distintas que não podem ser encontradas em outras partes da Indonésia. Os papuanos costeiros geralmente estão mais dispostos a aceitar a influência moderna em suas vidas diárias, o que, por sua vez, diminui sua cultura e tradições originais. Enquanto isso, a maioria dos papuanos do interior ainda preserva sua cultura e tradições originais, embora seu modo de vida ao longo do século passado esteja ligado à aproximação da modernidade e da globalização. Cada tribo papuana geralmente pratica suas próprias tradições e cultura, que podem diferir muito de uma tribo para outra.
A caça praticada pelo povo Marind geralmente começa com uma queima controlada tradicional de turfeiras e pântanos, que é então deixada por três dias a uma semana para que novos brotos cresçam, o que atrai animais de caça, como veados, porcos e saham (Notamacropus agilis). O grupo de caça geralmente consiste em 7-8 pessoas, que vão aos locais queimados levando comida e bebida, desde tubérculos, sagu até água potável, por vários dias. Uma cabana temporária chamada bivak é construída com cascas de árvores Bus, um tipo de eucalipto, para formar as paredes e o telhado feito de folhas de Lontar. Como em muitas comunidades costeiras das Molucas à Papua, pratica-se o Sasi, que são marcadores geralmente construídos de madeira e janur para marcar a proibição de colheita, seja da terra ou do mar, por um tempo para preservar os recursos naturais e garantir uma colheita sustentável. Para abrir e fechar as regiões de sasi, como florestas, geralmente os Marind-Kanume marcam com duas flechas disparadas para o oeste e para o leste, para respeitar três clãs que habitam a área, além de outros rituais que podem levar até quarenta dias. Violadores da proibição são punidos com o pagamento de folhas de Wati e porcos. A falta de pagamento resultará na referência aos oficiais de segurança locais para serem julgados.

### Xilogravura

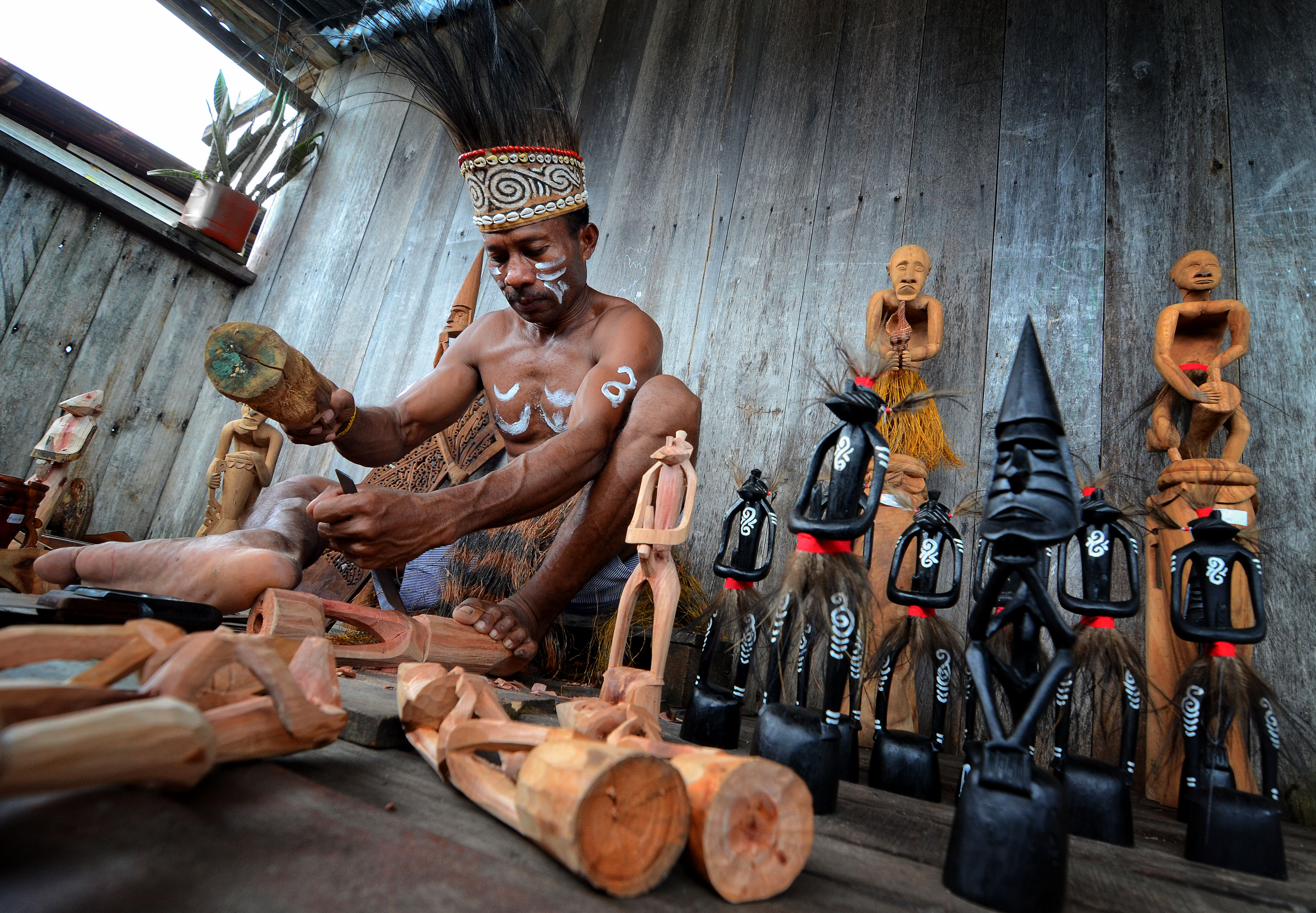
Artesão em madeira Asmat

Os Asmat são internacionalmente famosos por suas esculturas em madeira. Algumas de suas esculturas podem ser encontradas em vários museus, como no Museu de Cultura e Progresso de Asmat. As esculturas Asmat possuem várias inspirações, como natureza, seres vivos e a vida cotidiana. O povo Asmat considera que as esculturas não são apenas obras de arte, mas parte de seus rituais religiosos para se conectar com seus ancestrais. As esculturas Asmat são feitas de materiais locais, como madeira de Merbau e noz-moscada. Uma das esculturas Asmat mais famosas é o Polo Bisj, que mede mais de 3 metros. Este pilar é composto por figuras organizadas em camadas, representando os espíritos dos ancestrais mortos por seus inimigos. O topo do pilar é decorado como asas.
Devido ao terreno pantanoso e às extensas redes fluviais em Papua Meridional, inúmeras tribos dependem de barcos para suas necessidades diárias de transporte. Esses barcos tradicionais, conhecidos como perahu lesung, são feitos escavando o centro de um único tronco de árvore e muitas vezes são adornados com entalhes intricados. Tipicamente, esses barcos são propulsionados por várias pessoas de pé e remando. Nos tempos antigos, o povo Asmat utilizava esses barcos não apenas para transporte, mas também como elementos integrais de seus costumes de caça de cabeças, que instilavam medo nas comunidades vizinhas. Historicamente, os residentes Asmat navegavam com seus barcos até aldeias distantes, onde realizavam ataques e massacres aos habitantes.

### Arquitetura

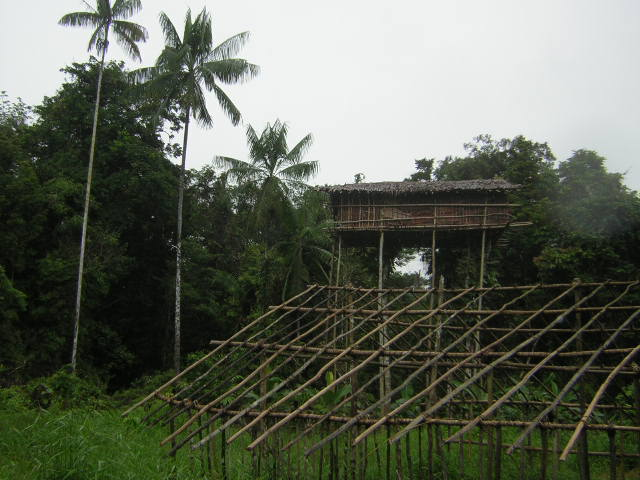
Casa da árvore Korowai na regência de Mappi

O povo Korowai da regência de Mappi, no sul de Papua, é uma das tribos indígenas de Papua que ainda aderem às tradições de seus ancestrais, uma das quais é construir casas no topo de árvores altas, chamadas Rumah Tinggi (literalmente, 'casa alta'). Algumas das casas nas árvores dos Korowai podem até atingir uma altura de 50 metros acima do solo. O povo Korowai constrói casas no topo das árvores para evitar animais selvagens e espíritos malignos. Eles ainda acreditam no mito de Laleo, um demônio cruel que frequentemente ataca de repente. Laleo é descrito como um morto-vivo que vagueia à noite. Segundo os Korowai, quanto mais alta a casa, mais segura ela estará dos ataques de Laleo. A rumah tinggi é construída em grandes e robustas árvores que servem como fundação. O topo das árvores é desmatado e usado como casa. Todos os materiais vêm da natureza: toras e tábuas são usadas para o telhado e o piso, enquanto as paredes são feitas de casca de sagu e folhas largas. O processo de construção de uma rumah tinggi geralmente leva sete dias, e a estrutura dura até três anos.

### Culinária

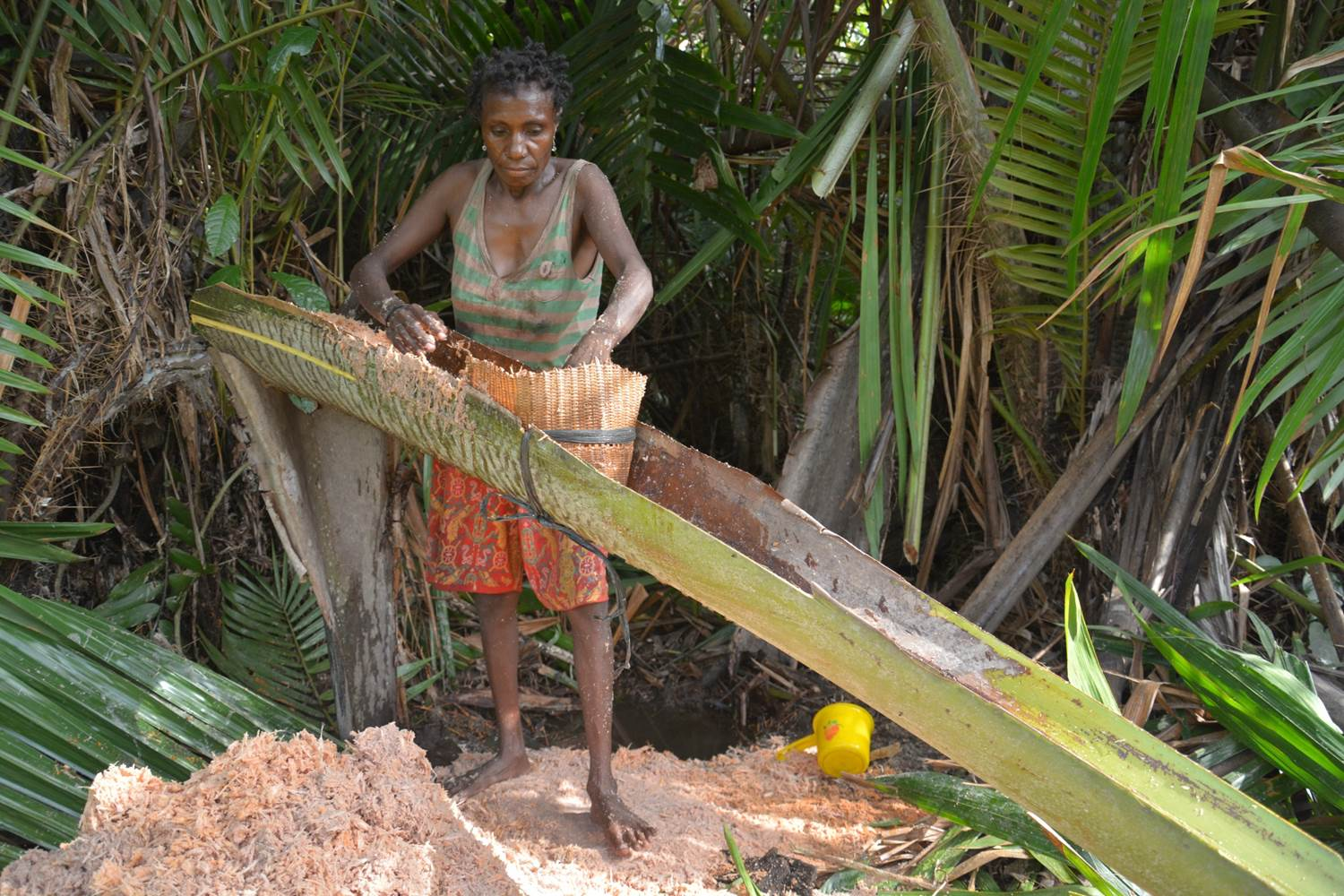
Sagu é um alimento típico da dieta papua

O alimento básico de Papua Meridional, no geral, é o sagu, mas algumas tribos também têm outros alimentos básicos; por exemplo, bananas, ubi (Dioscorea alata), keladi (Colocasia esculenta), batata-doce (Ipomoea batatas) e sukun (Artocarpus incisa e Artocarpus camansi). O sagu é processado como uma panqueca ou como um mingau chamado papeda, geralmente consumido com sopa amarela feita de atum, pargo ou outros peixes temperados com açafrão, limão e outras especiarias. Em algumas regiões costeiras e de várzea em Papua, o sagu é o principal ingrediente de todos os alimentos. Sagu bakar, sagu lempeng e sagu bola tornaram-se pratos conhecidos em toda Papua, especialmente na tradição culinária folclórica dos povos Mappi, Asmat e Mimika. O papeda é um dos alimentos de sagu que raramente é encontrado. Como Papua é considerada uma região de maioria não muçulmana, a carne de porco está amplamente disponível. Em Papua, o porco assado, que consiste em carne de porco e inhame assados em pedras aquecidas colocadas em um buraco cavado no chão e coberto com folhas, é chamado de bakar batu (queima de pedras), sendo um importante evento cultural e social entre os povos papuanos. O povo Marind usa este método de cozimento ou a queima de cupinzeiros feitos por Macrotermes sp para cozinhar um prato semelhante a pizza chamado "Sagu Sef", feito de massa de sagu e coco com larvas de carunchos e carne de veado. Os temperos utilizados podem incluir cebola roxa, alho, coentro, pimenta e sal, que são então misturados e cobertos com folhas de bananeira; para cozinhar uniformemente, pedras quentes ou cupinzeiros são colocados em cima do prato.

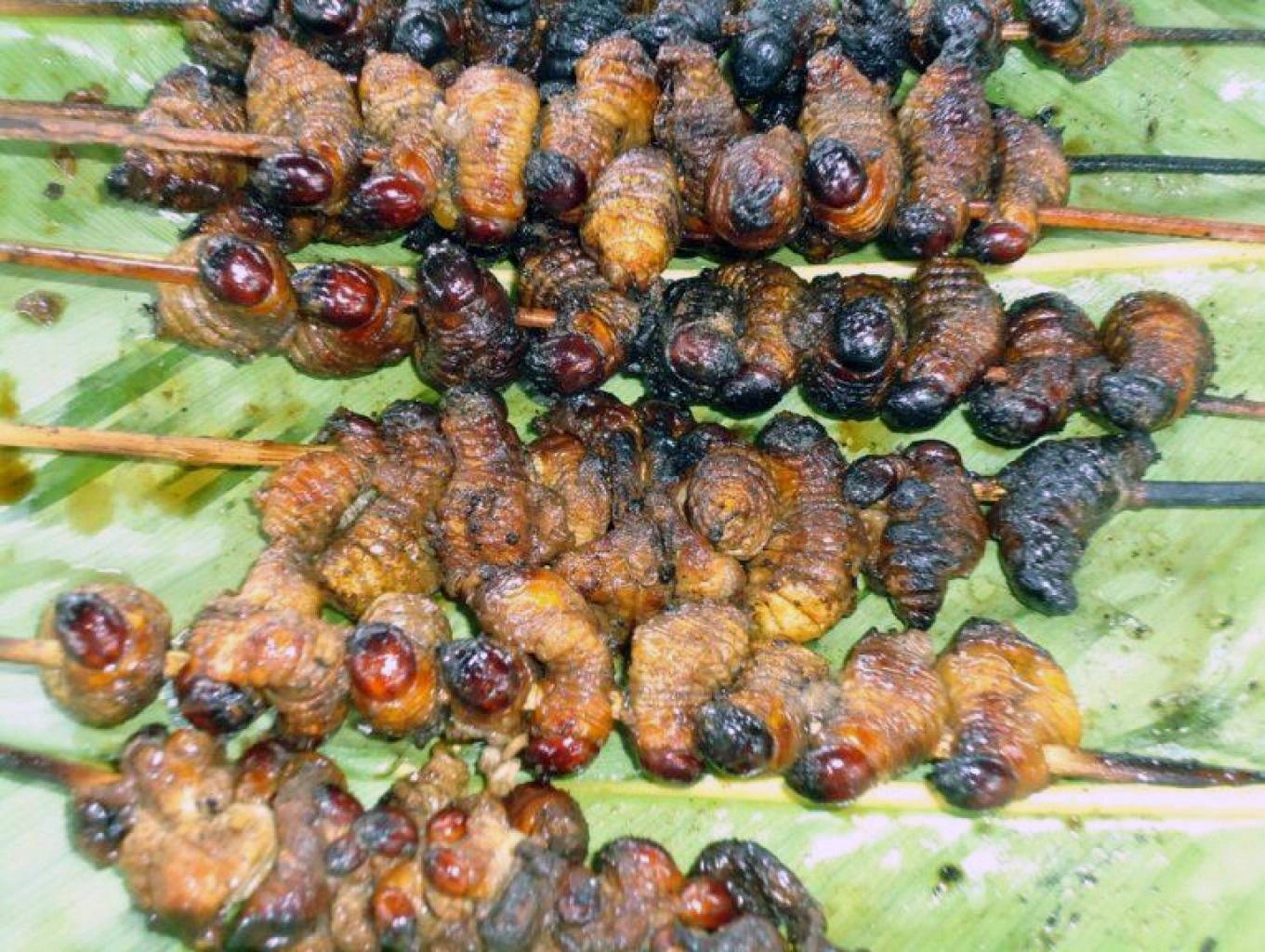
Satay de Carunchos-vermelhos-de-palma

Os lanches comuns em Papua geralmente são feitos de sagu. Kue bagea (também chamado de bolo de sagu) é um bolo originário de Ternate, nas Molucas Setentrionais, embora também possa ser encontrado em Papua. Tem formato redondo e cor cremosa. O bagea tem uma consistência dura que pode ser amolecida em chá ou água, facilitando a mastigação. É preparado usando sagu, um amido derivado da palmeira ou cícada de sagu. Sagu lempeng é um lanche típico de Papua, feito na forma de sagu processado em forma de placas. Sagu lempeng é também um favorito para viajantes, mas é muito difícil de encontrar em lugares para comer, pois este pão é de consumo familiar e geralmente é consumido imediatamente após o cozimento. Fazer massa com sagu é tão fácil quanto fazer outros pães. O sagu é processado assando-o em formas retangulares ou quadradas de ferro até ficar como pão branco. Inicialmente sem sabor, recentemente começou a variar com açúcar para obter um sabor doce. Tem uma textura resistente e pode ser apreciado misturando-o ou mergulhando-o em água para amolecê-lo. Mingau de sagu é um tipo de mingau encontrado em Papua. Este mingau geralmente é consumido com sopa amarela feita de cavala ou atum, temperada com açafrão e limão. O mingau de sagu às vezes é consumido com tubérculos cozidos, como mandioca ou batata-doce. Flores de mamão e couve refogada são frequentemente servidas como acompanhamentos para acompanhar o mingau de sagu. Nas regiões do interior, as larvas de carunchos são geralmente servidas como tipo de lanche. As larvas vêm dos troncos de sagu que são cortados e deixados para apodrecer. Os troncos em decomposição fazem com que as larvas apareçam. As larvas variam em tamanho, desde as menores até o tamanho de um polegar adulto. Essas larvas geralmente são consumidas vivas ou cozidas, como refogadas, fritas, ou grelhadas. Com o tempo, o povo de Papua passou a processar essas larvas em satay de larvas. Fazer satay de larva não é diferente de fazer satay em geral, sendo as larvas espetadas e grelhadas sobre carvão quente.

## Economia

### Agricultura e silvicultura

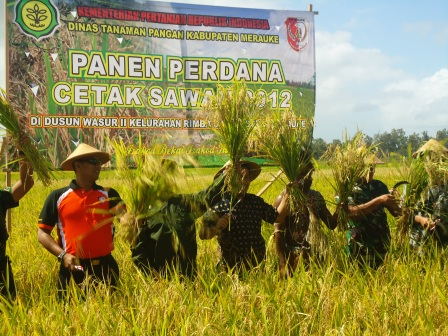
Colheita em arrozais recém-criados em Merauke

A vasta e fértil geografia de Papua Meridional oferece um grande potencial agrícola. Desde a era colonial holandesa, a região recebeu imigrantes javaneses para cultivar em arrozais, especialmente em Merauke. Essa prática continuou por meio do programa de transmigração após a independência. Consequentemente, os alimentos básicos tradicionais locais, como o sagu e os tubérculos, foram gradualmente substituídos por arroz e opções de alimentos instantâneos.
Em 2010, o governo sob a presidência de Susilo Bambang Yudhoyono iniciou o programa Merauke Integrated Food and Energy Estate (MIFEE), com o objetivo de posicionar o regência de Merauke como um dos principais centros alimentares da Indonésia. As culturas alvo deste programa incluem arroz, milho e óleo de palma. No entanto, o projeto enfrentou contratempos devido a disputas entre órgãos governamentais, corporações, grupos indígenas e organizações não governamentais sobre degradação ambiental e alegações de violações dos direitos humanos contra as comunidades indígenas. Consequentemente, nenhuma nova terra foi desenvolvida sob a iniciativa.
Em Papua Meridional, extensas plantações de óleo de palma foram estabelecidas em Merauke e Boven-Digoel, geridas principalmente por grandes corporações. Notavelmente, a PT Tunas Sawa Erma (TSE), uma subsidiária da Korindo da Coreia do Sul, está ativamente envolvida nesse setor. Além do óleo de palma, a Korindo está engajada na indústria madeireira. Sob o grupo TSE, as operações se estendem por Merauke e Boven-Digoel, incluindo várias subsidiárias, como PT Tunas Sawa Erma (TSE), PT Dongin Prabawa (DP), PT Berkat Cipta Abadi (BCA) e PT Papua Agro Lestari (PAL). A distribuição das plantações de palma de óleo em Papua Meridional inclui os distritos de Ngguti, Ulilin e Muting na regência de Merauke e o distrito de Jair na regência de Boven-Digoel.
Um dos produtos florestais proeminentes em Papua Meridional é o sagu, que serve como alimento básico para as tribos indígenas da região. Além do sagu, a área é rica em aquilária ou gaharu, derivado de espécies como Aquilaria e Gyrinops, valorizado por suas qualidades aromáticas. O gaharu é notavelmente encontrado em Mappi e Asmat. Esse recurso desempenha um papel significativo na vida das tribos nas regiões interiores devido ao seu alto valor de mercado. Enquanto alguma madeira de gaharu é obtida de árvores em pé, uma quantidade considerável é extraída de lama. O gaharu de lama, como é denominado, vem de árvores que caíram anteriormente e se submergiram na lama, mas ainda retêm suas propriedades aromáticas. Em 2020, mais de 2 toneladas de gaharu de Mappi, no valor de 790 milhões de rupias, foram vendidas para Jacarta via o Aeroporto de Mopah em Merauke.

### Pesca

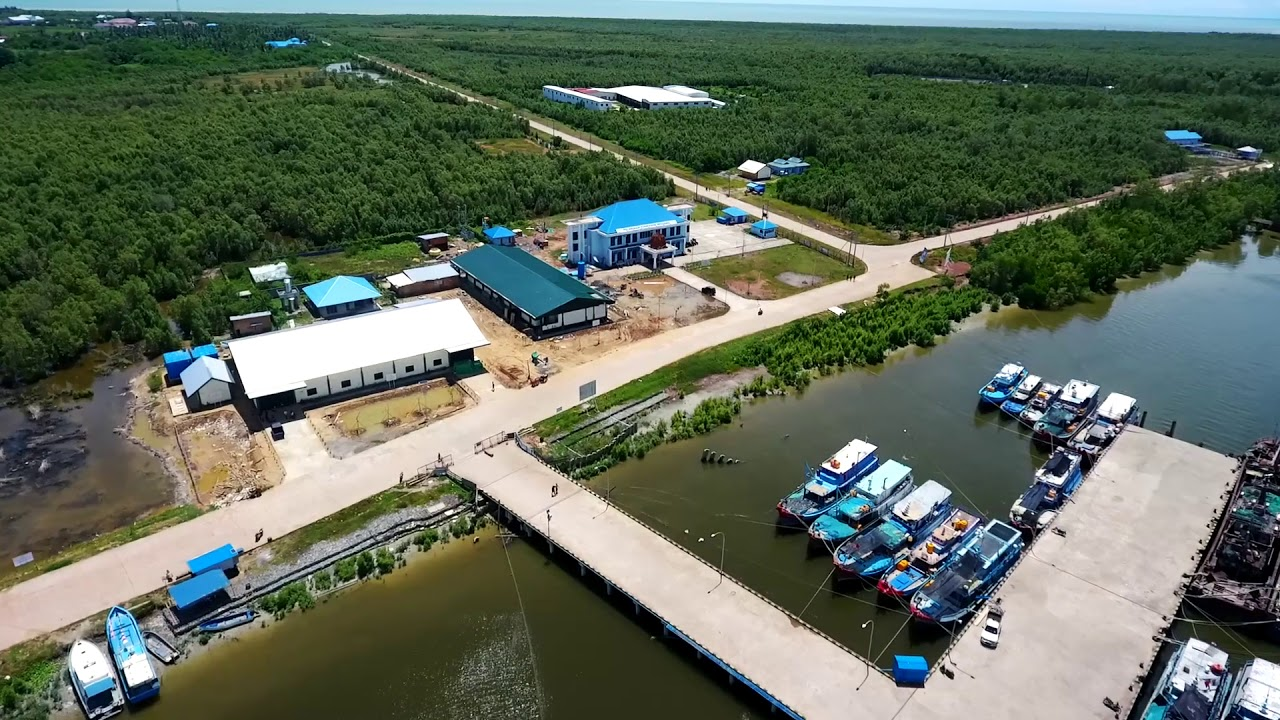
Terminal de pesca no porto de Merauke

O Mar do Arafura, situado ao sul da ilha de Papua, possui um potencial pesqueiro considerável. Conforme destacado pelo Ministro de Assuntos Marítimos e Pesqueiros, Sakti Wahyu Trenggono, a área conta com aproximadamente 20 mil embarcações pesqueiras não locais, o que resulta na marginalização dos pescadores locais e na diminuição dos estoques de peixes. Para abordar esse problema, o Ministério de Assuntos Marítimos e Pesqueiros pretende regulamentar essas embarcações externas, priorizando os interesses dos pescadores locais e melhorando a infraestrutura no porto pesqueiro de Merauke. Esta estratégia inclui a exigência de que os peixes capturados na região sejam transportados para Merauke e despachados através deste porto, facilitando assim as contribuições econômicas para a comunidade local. Para preservar a riqueza dos recursos naturais no Mar do Arafura, o governo de Papua Meridional, o Ministério de Assuntos Marítimos e Pesqueiros e o PNUD lançaram a primeira Área Marinha Protegida (AMP) na Província de Papua Meridional em julho de 2023, localizada na ilha Kolepom, com uma área de 356.337 hectares.
Um produto pesqueiro altamente valorizado é a bexiga natatória ou "maw" de peixe, que serve como um órgão regulador da flutuabilidade e natação nos peixes. Entre as bexigas natatórias mais procuradas estão as de corvina ou gulama. As bexigas natatórias de gulama têm um preço substancial, custando cerca de 18 milhões de rupias por quilograma. Somente em 2018, estima-se que foram produzidas cerca de 15 mil toneladas de bexigas natatórias de gulama para exportação para países como Malásia e Cingapura. As bexigas natatórias encontram aplicações em várias áreas, incluindo medicina tradicional, culinária de luxo e até mesmo como suturas cirúrgicas.
Um dos principais atores no setor pesqueiro é a empresa chinesa PT Dwikarya Reksa Abadi, que opera em Wanam, no distrito de Ilwayab, em Merauke. No entanto, em 2015, a empresa enfrentou a revogação de sua licença comercial devido a violações das regulamentações, incluindo aquelas descritas na diretriz da Ministra da Pesca Susi Pudjiastuti sobre a moratória para embarcações estrangeiras. Esse desenvolvimento teve repercussões nas aldeias circundantes que dependem das operações da empresa, como o acesso a hospitais, geradores de eletricidade e refrigeração de peixes.

## Transporte

### Transporte terreste

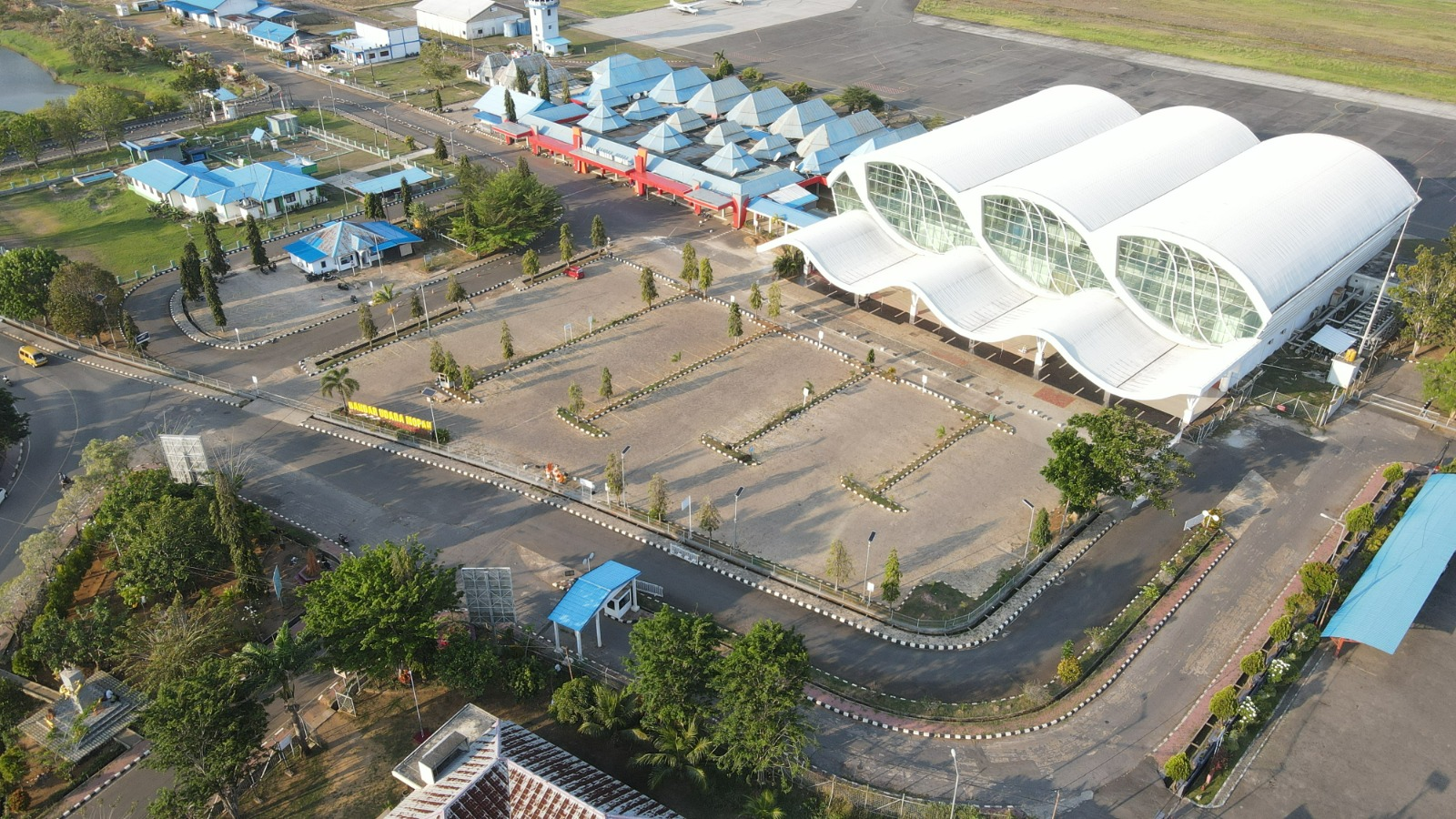
Aeroporto de Mopah em Merauke

O transporte aéreo desempenha um papel crucial em Papua Meridional devido à sua vasta extensão territorial, caracterizada por grandes distâncias entre regiões e infraestrutura terrestre insuficiente. Cada capital de regência na província possui seu próprio aeroporto, que inclui:
- Aeroporto de Mopah em Merauke
- Aeroporto de Kepi em Mappi
- Aeroporto de Ewer em Asmat
- Aeroporto de Tanah Merah em Boven Digoel

Além desses, algumas capitais de distrito possuem aeroportos com status de Classe III, como: Kimaam e Okaba em Merauke, Bade em Mappi, Bomakia em Boven Digoel e Kamur em Asmat. Além dos aeroportos principais e de Classe III, existem aeroportos menores com infraestrutura limitada que atendem áreas extremamente isoladas. Por exemplo, o Aeroporto de Korowai Batu em Danuwage, Boven-Digoel, facilita o acesso às regiões remotas habitadas pelo povo Korowai.

### Transporte terrestre

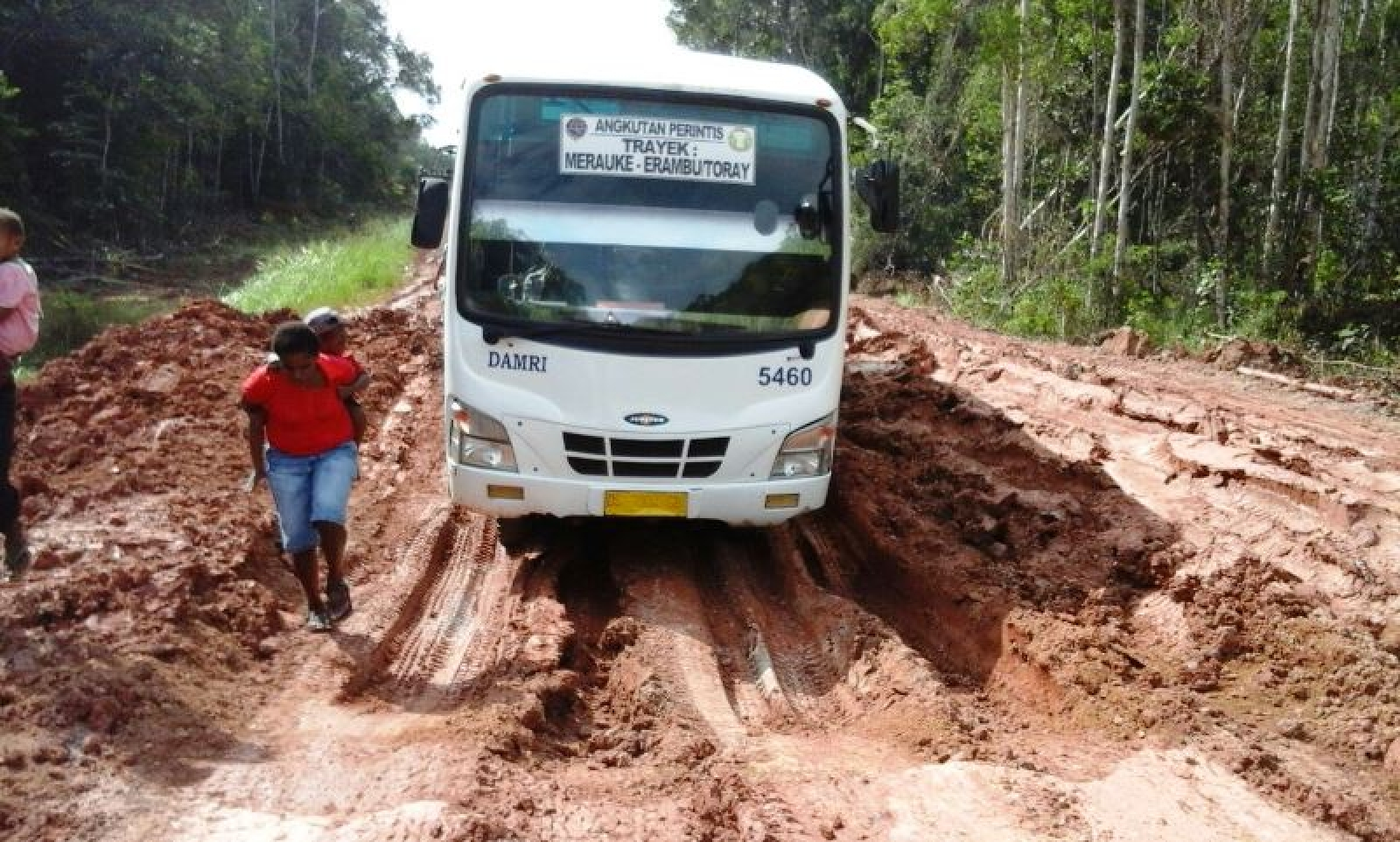
A DAMRI bus became stuck on an unpaved road along the Merauke-Erambu route in 2017.

Persistentemente, as rotas terrestres em Papua Meridional vêm sido consideradas não ideais. Entre as quatro regências, apenas Merauke e Boven-Digoel estão conectadas pela Rodovia Trans-Papua. Em contraste, Mappi e Asmat só podem ser acessadas por rotas marítimas e aéreas. A conclusão das estradas nacionais nos distritos de Papua Meridional até 2023 inclui o trecho Merauke-Sota-Erambu-Bupul-Muting na regência de Merauke, que se conecta ao trecho Getentiri-Tanah Merah-Mindiptana-Waropko na regência de Boven-Digoel. Essas estradas correm próximas à fronteira com Papua-Nova Guiné e estão previstas para serem estendidas até o lado sul da regência de Pegunungan Bintang na província de Alta Papua.
Há transporte público disponível em Papua Meridional, como os ônibus da Perum DAMRI, que servem rotas de Merauke para outros distritos, como Kurik, Tanah Miring, Jagebob, Sota e Muting.

### Transporte hidroviário

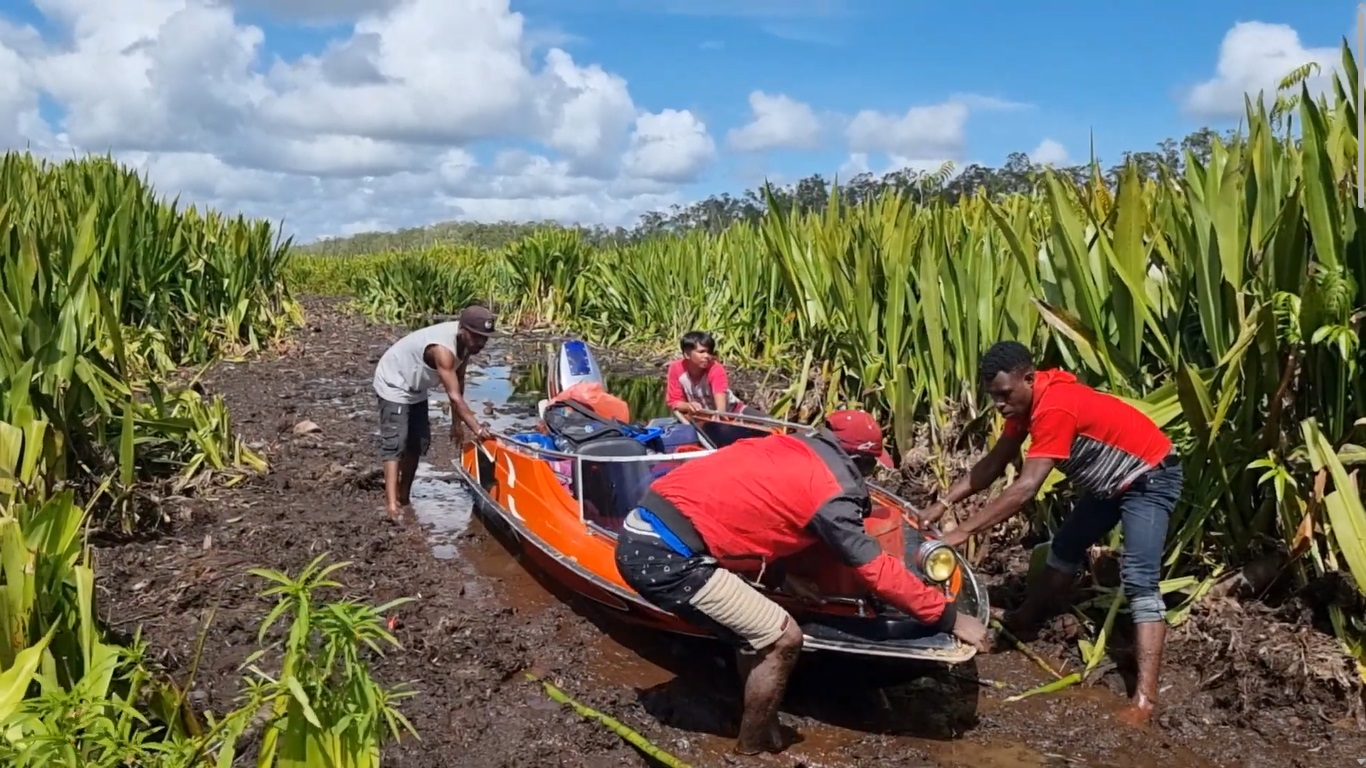
Barco sendo empurrado através de aterros de lama, causados pela proliferação de "tebu rawa" no rio Wildeman em Mappi

O setor de transporte hidroviário desempenha um papel vital no desenvolvimento econômico de Papua Meridional, facilitando a conectividade dentro da província e sua ligação com outras partes da Indonésia. No centro dessa rede está o Porto de Merauke, o maior porto da região, que atende tanto a grandes embarcações de passageiros quanto a navios de carga e pesca. Entre eles, destacam-se o Pelni KM Tatamailau, que faz a rota Merauke-Agats-Timika para Bitung, e o KM Leuser, conectando Merauke a Surabaia. Além disso, o navio KM Sabuk Nusantara opera na rota de Merauke, estendendo seu alcance a portos menores no interior de Papua Meridional, como Kimaam, Wanam, Bade, Agats e Atsy, antes de continuar sua jornada para outras regiões da Indonésia.
Entre os distritos de Papua Meridional, a regência de Asmat depende fortemente do transporte aquático, principalmente de lanchas. Essa dependência decorre da escassez de estradas terrestres conectando vilarejos e distritos em Asmat e da ausência de uma conexão terrestre com distritos vizinhos. Situada às margens de um rio em meio a um pântano, a vila de Asmat e sua capital, a cidade de Agats, possuem estruturas elevadas do solo usando tábuas de madeira ou concreto. Embora o Aeroporto de Ewer ofereça acesso aéreo a Asmat, chegar à cidade de Agats a partir do aeroporto exige o uso de uma lancha devido à falta de estradas terrestres.
Lanchas também são usadas para exploração interior em Papua Meridional, como no acesso à cidade de Senggo, no distrito de Citak Mitak, localizado na região norte da regência de Mappi. No entanto, a viagem para esta área enfrenta obstáculos devido à presença de uma espécie vegetal abundante que cobre extensivamente as vias fluviais, conhecida como "tebu rawa" (Hanguana malayana). O tebu rawa prolifera em vários rios ao longo de Mappi, incluindo o Rio Weldeman, crucial para conectar a capital de Mappi, Kepi, com cinco distritos ao norte. Para tornar essas vias navegáveis, o tebu rawa é limpo, embora exija um esforço significativo, muitas vezes resultando em barcos precisando ser empurrados manualmente devido ao acúmulo substancial de lama. Esse impedimento ao transporte nos distritos interiores de Mappi leva o governo local a alocar fundos para a manutenção regular das rotas fluviais, garantindo operações de transporte suaves.